# Bullis buto
Bullis buto är en fjärilsart som beskrevs av De Nicéville 1895. Bullis buto ingår i släktet Bullis och familjen juvelvingar. Inga underarter finns listade i Catalogue of Life.

## Bildgalleri

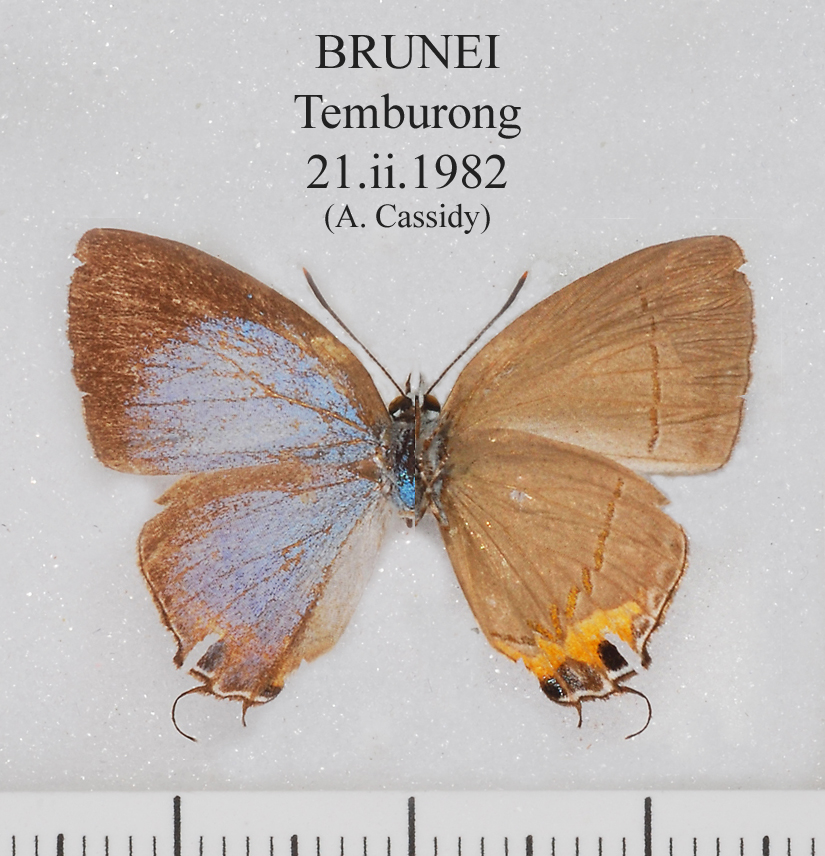